# Zöldike (keresztnév)
A Zöldike női név a zöldike nevű madár, illetve növény nevéből eredő újabb keletű névadás.

## Gyakorisága
Az 1990-es években szórványos név, a 2000-es években nem szerepel a 100 leggyakoribb női név között.

## Névnapok
- szeptember 22.[2]